# Telipogon parvulus
Telipogon parvulus är en orkidéart som beskrevs av Charles Schweinfurth. Telipogon parvulus ingår i släktet Telipogon och familjen orkidéer. Inga underarter finns listade i Catalogue of Life.